# Andrea Dandolo (ammiraglio)
Andrea Dandolo (... – 1298) è stato un politico e ammiraglio italiano, comandante veneziano nella battaglia di Curzola contro Genova.

## Biografia
Appartenente al ramo dei Dandolo residente a San Moisè, era figlio di Giovanni, che fu doge dal 1280 al 1289.
Iniziò il suo cursus honorum in Maggior Consiglio, dove fu eletto per cinque anni consecutivi. Si noti come, nei documenti tra il 1264 e il 1268, esso è sempre citato come figlio di Giovanni, segno che era ancora all'inizio della propria carriera politica; doveva essere uscito dall'ombra del padre nel 1268-69, quando cominciò ad essere indicato semplicemente con il proprio nome o con il soprannome di Calo (divenuto in seguito Calvo).
Dopo un periodo di silenzio, torna ad essere citato nel 1274 quando divenne uno dei tre castellani di Corone e Modone, prestigioso incarico nell'ambito della Romania veneziana. Ancora più importante fu il mandato assunto nel 1276, quello di bailo di Negroponte.
Nello stesso anno tornò a Venezia per essere chiamato a reggere la podesteria di Montona in Istria, altro compito delicato dato che la bellicosa regione era stata da poco sottomessa. Anzi, la guerra, fomentata dal conte di Gorizia e dal patriarca di Aquileia, non era ancora conclusa e fu probabilmente qui che il Dandolo fece le sue prime esperienze militari.
Rientrato in laguna nel 1278, fu chiamato a far parte di una missione presso Carlo I d'Angiò.
Quando, nel 1280, il padre fu eletto doge, la sua carriera subì un'accelerazione. Venne infatti eletto duca (ovvero governatore) di Creta, carica di notevole rilievo poiché l'isola rivestiva grande importanza strategica nell'ambito dei possedimenti in Oriente. Concluso il mandato con successo, nel 1281 tornò in patria dove riprese a fare parte del Maggior Consiglio per due anni consecutivi. Nel 1283 tornò in Istria in qualità di podestà di Pirano (il primo dopo l'annessione della città), dove si occupò di una situazione simile a quella di Montona, con la guerra ancora in corso.
Dopo una pausa di qualche anno, tornò in auge nel 1291, sotto il dogato di Pietro Gradenigo, venendo nominato capitano della fanteria nel conflitto contro Padova. L'anno seguente fu nominato per la seconda volta duca di Creta, carica divenuta ancora più impegnativa dopo la caduta di San Giovanni d'Acri; il mandato, che fu prolungato sino al 1296, divenne ancor più gravoso con lo scoppio della guerra con Genova. È poco plausibile che nel 1293, come vorrebbe la tradizione storiografica, fosse stato eletto procuratore di San Marco, dato che in quell'anno si trovava ancora a Creta.
Tornato a Venezia, prese direttamente parte al conflitto con Genova come ammiraglio a capo di una flotta. Uscito dall'Adriatico, condusse le sue navi sino all'altezza della Sicilia dove respinse una squadra genovese. Non si trattò di un evento decisivo, ma contribuì ugualmente a sollevare il morale dei veneziani.
Fu forse questa vittoria a spingere il governo a nominarlo capitano generale. Nel 1298, quando le navi genovesi guidate da Lamba Doria entrarono nell'Adriatico, si profilò l'occasione per lo scontro decisivo e il Dandolo a gli venne incontro con la propria flotta. Dalle fonti, sebbene imprecise e discordanti, sappiamo che entrambe le parti erano forti e ben equipaggiate e che la flotta veneziana fosse leggermente più forte (circa novanta navi contro le ottanta dei genovesi). La sera del 7 settembre, mentre sostavano di fronte all'isola di Curzola, i genovesi furono raggiunti dai veneziani; la battaglia iniziò il mattino successivo.
Quello che è ricordato come il più grande scontro navale tra le due potenze marinare si concluse con una netta vittoria genovese. Moltissimi veneziani perirono e altrettanti furono imprigionati; tra questi Marco Polo che, proprio mentre si trovava in carcere, dettò il noto Milione.
Quanto al Dandolo, le fonti divergono sulla sua sorte. Verosimilmente non morì nello scontro, ma, preso dai genovesi, sopravvisse ancora qualche giorno, spirando poi per le ferite o di febbre. Secondo un'improbabile tradizione, ispirata alle vicende di Catone l'Uticense, si suicidò sbattendo il capo contro l'albero maestro della nave genovese in cui era condotto prigioniero.